# Ондиње
Ондиње (фр. Andigné) насеље је и општина у западној Француској у региону Лоара, у департману Мен и Лоара која припада префектури Сегре.
По подацима из 2011. године у општини је живело 368 становника, а густина насељености је износила 55,51 становника/km². Општина се простире на површини од 6,63 km². Налази се на средњој надморској висини од 53 метара (максималној 61 m, а минималној 18 m).

## Демографија
| 1962. | 1968. | 1975. | 1982. | 1990. | 1999. | 2011. |
| ----- | ----- | ----- | ----- | ----- | ----- | ----- |
| 270   | 263   | 242   | 274   | 267   | 262   | 368   |

График промене броја становника у току последњих година